# Harald Kreutzberg
Harald Kreutzberg (Reichenberg, actual Liberec, Bohemia, 11 de diciembre de 1902 - Muri bei Bern, Suiza, 26 de abril de 1968) fue un bailarín y coreógrafo alemán.
Fue discípulo de Mary Wigman, en Dresde, y Max Reinhardt, en Berlín, también recibió las enseñanzas de Rudolf von Laban. Se dio a conocer al público en Hannover. Actuó como bailarín en la Ópera berlinesa y, en los años 1929-1932, estuvo en Canadá y Estados Unidos, actuando profesionalmente, y donde hizo gran amistad con el también coreógrafo y bailarín Erik Hawkings, al que introdujo dentro del expresionismo centroeuropeo.
Tuvo como compañeras de baile a Yvonne Georgi y Ruth Page. Con todo, su gran personalidad lo llevó a continuar su carrera como solista. Su popularidad ya había comenzado en 1925, cuando interpretó al bufón de Don Morte, ballet inspirado en un cuento de Poe; su calvicie y el dedo amenazador de sus personajes se hicieron célebres rápidamente. Fue profesor de coreografía en Viena y Salzburgo.
Retirado en Suiza en 1955, dirigió una escuela de baile expresionista en Alemania. Era un mimo de talento extraordinario, además, escribía, el libreto de sus propios trabajos coreográficos, como El Ángel de la Resurrección y El maestro de ceremonias. Artista completo, diseñaba, asimismo, sus figurines.